# Xã Shabbona, Quận DeKalb, Illinois
Xã Shabbona (tiếng Anh: Shabbona Township) là một xã thuộc quận DeKalb, tiểu bang Illinois, Hoa Kỳ. Năm 2010, dân số của xã này là 1.453 người.